# Miami Open 1992
Il Miami Open 1992, ufficialmente Lipton International Players Championships, per motivi di sponsorizzazione è stato un torneo di tennis giocato sul cemento.
È stata la 8ª edizione del Miami Open, facente parte della categoria ATP Super 9 nell'ambito dell'ATP Tour 1992,
e della Tier I nell'ambito del WTA Tour 1992.
Sia il torneo maschile che quello femminile si sono giocati al Tennis Center at Crandon Park di Key Biscayne in Florida,
dall'8 al 22 marzo 1992.

## Campioni

### Singolare maschile
Michael Chang ha battuto in finale  Alberto Mancini con il punteggio di 7–5, 7–5

### Singolare femminile
Arantxa Sánchez Vicario ha battuto in finale  Gabriela Sabatini con il punteggio di 6–1, 6–4

### Doppio maschile
Ken Flach /  Todd Witsken hanno battuto in finale  Kent Kinnear /  Sven Salumaa con il punteggio di 6–4, 6–3

### Doppio femminile
Arantxa Sánchez Vicario /  Larisa Neiland hanno battuto in finale  Jill Hetherington /  Kathy Rinaldi con il punteggio di 7–5, 5–7, 6–3